# Jean de Lipkowski

Herb rodziny de Lipkowski

Jean Noël de Lipkowski (ur. 25 grudnia 1920 w Paryżu, zm. 20 września 1997 tamże) – francuski polityk i dyplomata, deputowany krajowy i poseł do Parlamentu Europejskiego, sekretarz stanu i minister ds. kooperacji (1976).

## Życiorys
Pochodził z rodziny przemysłowców pochodzenia polskiego pieczętującej się herbem szlacheckim. Syn Henriego de Lipkowski, uczestnika I wojny światowej zamordowanego w KL Buchenwald, oraz Irène de Lipkowski, deputowanej z ramienia Zgromadzenia Ludu Francuskiego. Studiował w Lycée Henri-IV i École libre des sciences politiques, jednak w 1940 przerwał naukę, ewakuując się do Londynu. Ostatecznie ukończył studia na tej uczelni i prawo na Uniwersytecie Paryskim. Został kapitanem w siłach spadochronowych Wojsk Wolnych Francuzów pod pseudonimem Jean de Ligny, uczestniczył m.in. w wyzwoleniu Lyonu w 1944. W 1945 rozpoczął szkolenie jako attaché konsularny. Był zatrudniony jako trzeci sekretarz konsulatu w Nankinie, attaché ambasady w Chinach i wicekonsul w Madrycie, a także w departamencie Azji i Oceanii resortu spraw zagranicznych. Od 1954 pracował w gabinecie Pierre’a Boyer de Latour du Moulin, generała-rezydenta w Tunezji, odpowiadając m.in. za negocjacje niepodległościowe tego kraju. W 1955 został radcą drugiej klasy w ambasadzie w ZSRR. Był działaczem organizacji kombatanckich oraz Francuskiego Czerwonego Krzyża.
W kadencji 1956–1958 po raz pierwszy zasiadał w Zgromadzeniu Narodowym z ramienia Partii Radykalnej i Radykalno-Socjalistycznej, w 1958 był założycielem lewicowo-gaullistowskiego Centrum Reform Republikańskich. Później działał w Unii na rzecz Nowej Republiki, Unii Demokratów na rzecz Republiki oraz Zgromadzeniu na rzecz Republiki. Ponownie zasiadał w krajowym parlamencie w latach 1962–1968, 1971–1973, 1978–1997 (z przerwami na okres pełnienia funkcji rządowych). Ponadto od 1962 do 1968 należał do Parlamentu Europejskiego, był merem Royan (1965–1977, 1983–1989) i radnym departamentu Charente-Maritime (1973–1992). Pełnił funkcje rządowe: sekretarza stanu w resorcie spraw zagranicznych (lipiec 1968–lipiec 1972, kwiecień 1973–maj 1974) oraz ministra ds. współpracy (styczeń–sierpień 1976). Od października 1980 do grudnia 1981 wykonywał mandat posła do Parlamentu Europejskiego, gdzie zastąpił Marie-Madeleine Dienesch. Przystąpił do Europejskich Postępowych Demokratów. W latach 1993–1997 członek Zgromadzenia Parlamentarnego Rady Europy. W wyborach w 1997 wystartował przeciwko kandydatowi RPR, odnosząc porażkę.
Był żonaty z Nadine Hecquet d’Orval, miał dwoje dzieci. W 1967 był sędzią ostatniego pojedynku honorowego toczonego przez parlamentarzystów Gastona Defferre i René Ribière.

## Odznaczenia
Odznaczony m.in. Legią Honorową IV klasy i Krzyżem Wojennym (za lata 1939–1945).